# Роттвайль
Роттвайль (нім. Rottweil) — містечко в Німеччині, земля Баден-Вюртемберг, Роттвальський повіт. Адміністративний центр повіту. Розташоване на південному заході землі. Батьківщина ротвейлерів. Населення становить 25 961 осіб (станом на 31 березня 2006 року), площа — 71,76 км².

## Назва
- Роттвайль (нім. Rottweil) — сучасна німецька назва.
- Ротвайль, або Ротвейль (нім. Rottweil) — альтернативний запис.

## Історія

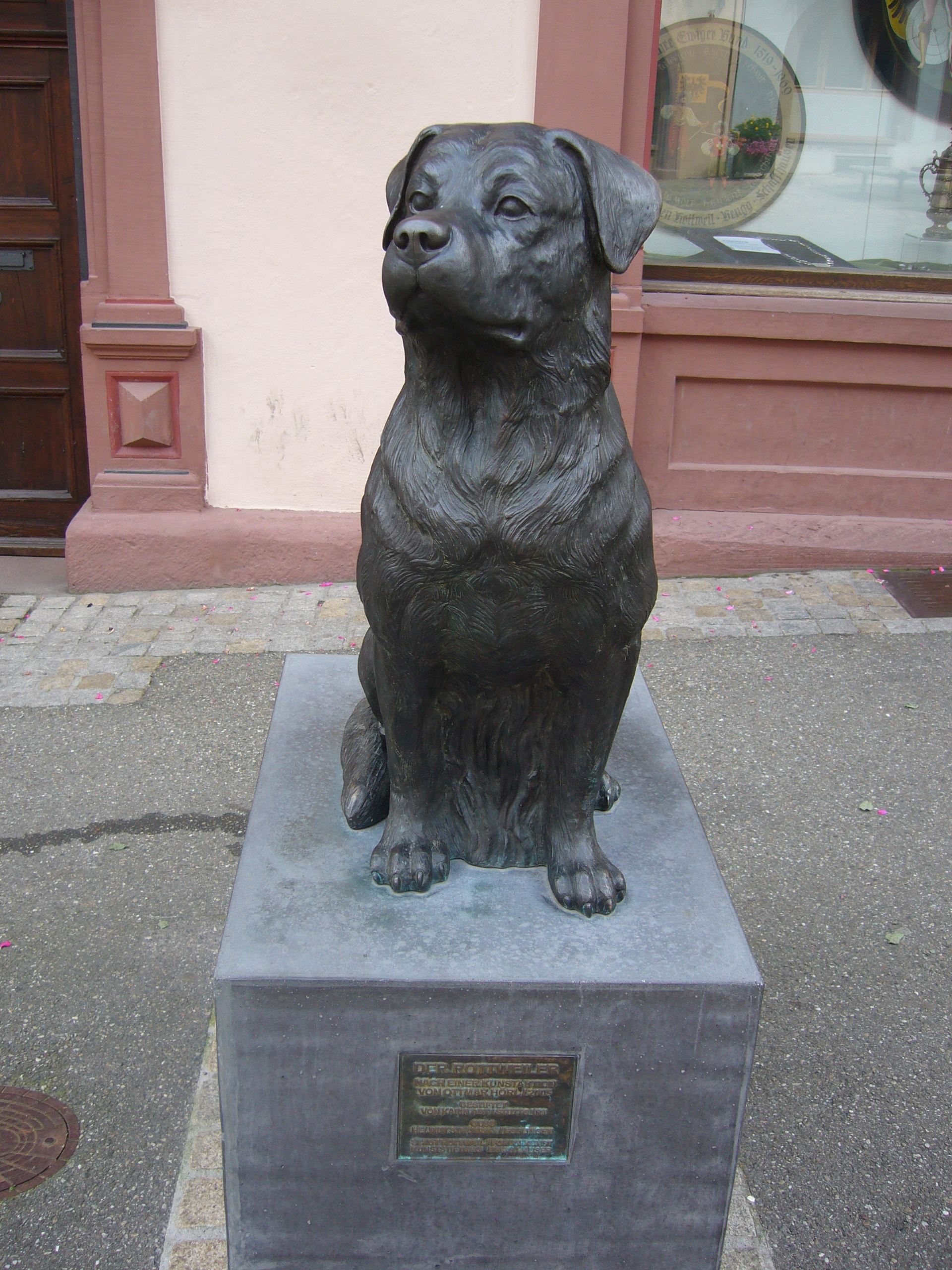
Пам'ятник ротвейлеру у місті Ротвайль, Німеччина

Німецьке місто Ротвайль, що лежить у передгір'ях Альп, було засновано на березі річки Неккар римським легіоном Клавдія Августа у 73 році. Воно було відоме своїми ярмарками великої худоби. І череди худоби, які зганяли туди, завжди супроводжували сильні опецькуваті чорно-коричневі собаки, котрих почали називати ротвейлерами.